# Saint-Victeur

Saint-Victeur este o comună în departamentul Sarthe, Franța. În 2009 avea o populație de 398 de locuitori.